# 8450 Egorov
8450 Egorov este o planetă minoră (asteroid), cu un diametru de 11,191 km, din centura de asteroizi. A fost descoperită pe 19 august 1977 la Observatorul Astrofizic din Crimeea⁠(d) de Nikolai Cernîh și a fost numită după Boris Borisovici Egorov⁠(d). 
Obiectul prezintă o orbită caracterizată de o semiaxă mare de 2,7500614 UAi, o excentricitate de 0,09, o înclinație de 4,87468 ° în raport cu ecliptica.